# Bergstraat
De Bergstraat is een 19e-eeuwse straat in Q4, een wijk in de binnenstad van de Nederlandse plaats Venlo.
De straat loopt in noordelijke richting van het Helschriksel tot aan de Bolwaterstraat en is niet toegankelijk voor autoverkeer.
In de tijd dat de Vestingwerken van Venlo nog stonden, lag hier een kruitmagazijn uit 1742. Restanten hiervan zijn in 2011 teruggevonden, evenals twee kleine ovens uit de 13e of 14e eeuw.
Eerder, begin 2010, werd hier ook een gereformeerd armenkerkhof gevonden, dat dateert van rond 1750 en behoorde bij de Jacobskerk.
In februari 2012 wordt gestart met de bouw van zogeheten stadswoningen aan deze straat.